# Parsons (cràter)

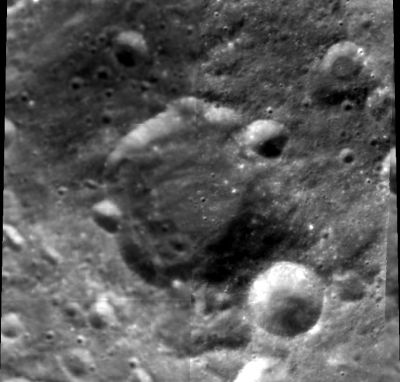
Fotografia de la missió Clementine (1994)

Parsons és un cràter d'impacte pertanyent a una zona de relleu accidentat de la cara oculta de la Lluna. Es troba a l'oest-nord-oest del cràter Krylov, i a l'est de Moore.

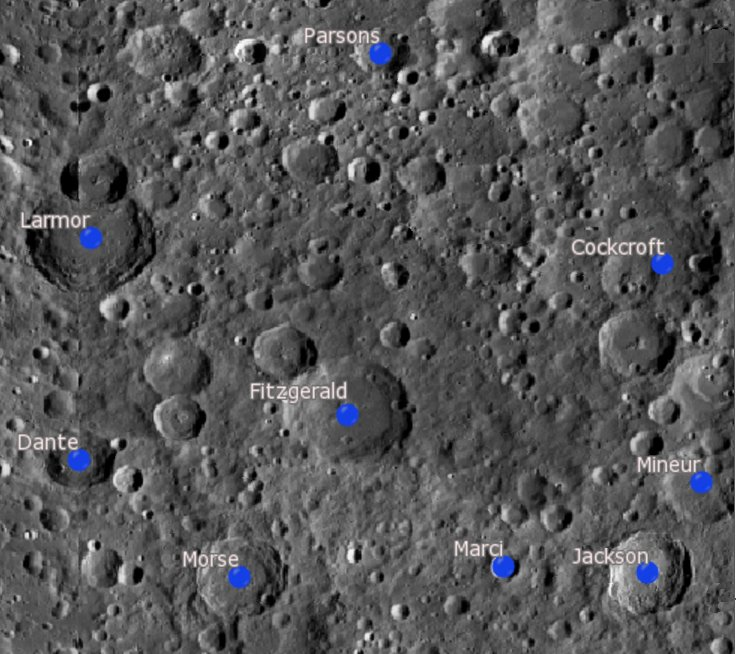
Localització de Parsons (part superior de la imatge)

El cràter mostra una forma aproximadament circular, i el seu brocal ha sofert l'efecte de l'erosió. Presenta un cràter més petit, en forma de copa, travessant el sector sud-oriental de la vora. Petits craterets se situen sobre el bord nord-est i oest. L'interior és relativament llis, amb un sòl que ocupa aproximadament la meitat del diàmetre del cràter.
La Unió Astronòmica Internacional va nomenar aquest cràter en 1972 en honor de l'enginyer de coets i ocultista Jack Parsons, un membre important en el Jet Propulsion Laboratory en Pasadena (Califòrnia).

## Cràters satèl·lit
Per convenció aquests elements són identificats en els mapes lunars posant la lletra en el costat del punt mitjà del cràter que està més proper a Parsons.
|         | \| Parsons \| Coordenades \| Diàmetre \| \| ------- \| -------------------------------------- \| -------- \| \| D \| 38° 30′ N, 168° 36′ O / 38.5°N,168.6°O \| 54 km \| \| E \| 37° 36′ N, 167° 48′ O / 37.6°N,167.8°O \| 26 km \| \| L \| 33° 36′ N, 170° 00′ O / 33.6°N,170.0°O \| 31 km \| \| M \| 33° 48′ N, 171° 42′ O / 33.8°N,171.7°O \| 23 km \| \| N \| 34° 12′ N, 173° 12′ O / 34.2°N,173.2°O \| 43 km \| \| P \| 35° 12′ N, 172° 48′ O / 35.2°N,172.8°O \| 28 km \| |          |
| Parsons | Coordenades | Diàmetre |
| D       | 38° 30′ N, 168° 36′ O / 38.5°N,168.6°O | 54 km    |
| E       | 37° 36′ N, 167° 48′ O / 37.6°N,167.8°O | 26 km    |
| L       | 33° 36′ N, 170° 00′ O / 33.6°N,170.0°O | 31 km    |
| M       | 33° 48′ N, 171° 42′ O / 33.8°N,171.7°O | 23 km    |
| N       | 34° 12′ N, 173° 12′ O / 34.2°N,173.2°O | 43 km    |
| P       | 35° 12′ N, 172° 48′ O / 35.2°N,172.8°O | 28 km    |